# Pachydactylus kladaroderma
Pachydactylus kladaroderma es una especie de saurópsido escamoso del género Pachydactylus, familia Gekkonidae. Fue descrita científicamente por Branch, Bauer & Good en 1996.
Habita en Sudáfrica.

## Descripción
Se diferencia de otros miembros del género Pachydactylus por un bajo número de gránulos (3-6) que bordean los mentonianos, una abertura en la oreja que se asemeja a una hendidura, una incidencia del 79% de los superlabiales que ingresan a las fosas nasales, los infralabiales adyacentes a los mentonianos (5-13,) y una coloración marrón opaca en general.